# São Francisco Futebol Clube
Le São Francisco Futebol Clube est un club brésilien de football basé à Rio Branco dans l'État de l'Acre.